# Uma inornata
Uma inornata es una especie de lagarto perteneciente a la familia Phrynosomatidae.

## Descripción
Mide 11,5 cm de longitud total. Cuerpo cubierto de escamas pequeñas y lisas. La cola más larga que el resto del cuerpo, ancha y llanura.

## Reproducción
Entre abril y agosto pone entre 2 y 4 huevos, los cuales eclosionaran entre junio y septiembre. Llega a la madurez sexual de dos años. Durante los periodos de sequía, su capacidad reproductiva.

## Alimentación
Come principalmente de insectos y, en segundo término, flores y hojas. Es conocido también, para alimentarse de las crías otros reptiles y de su propia piel se muda cuando realiza. 

## Distribución geográfica
Se encuentra en el Valle de Coachella (Riverside County, sur de California).

## Hábitat
Está muy adaptado a vivir en entornos de dunas y arenas movedizas entre 0 y 490 m de altitud.

## Costumbres
Busca refugio y acontece inactivo con el calor y el frío extremos. Es activo principalmente cuando la temperatura del aire es de 22-39 °C.

## Estado de conservación
Su distribución histórica era, poco más o menos, de 700 km², pero actualmente solo ocupa una área de 130. Su principal amenaza es la pérdida de su hábitat debido al desarrollo humano (agricultura, urbanización y construcción de edificios, carreteras y ferrocarriles) y la invasión de especies vegetales exóticas.
- Datos: Q3538715
- Multimedia: Uma inornata / Q3538715
- Especies: Uma inornata